# Барабинці
Барабинці, барабинські татари, (самоназва — параба, бараба, барама) — частина сибірських татар, корінне тюркомовне населення, що компактно розселилась у Центральному Об-Іртишському Межиріччі, області, яка в давнину називалась Барабою.

## Чисельність

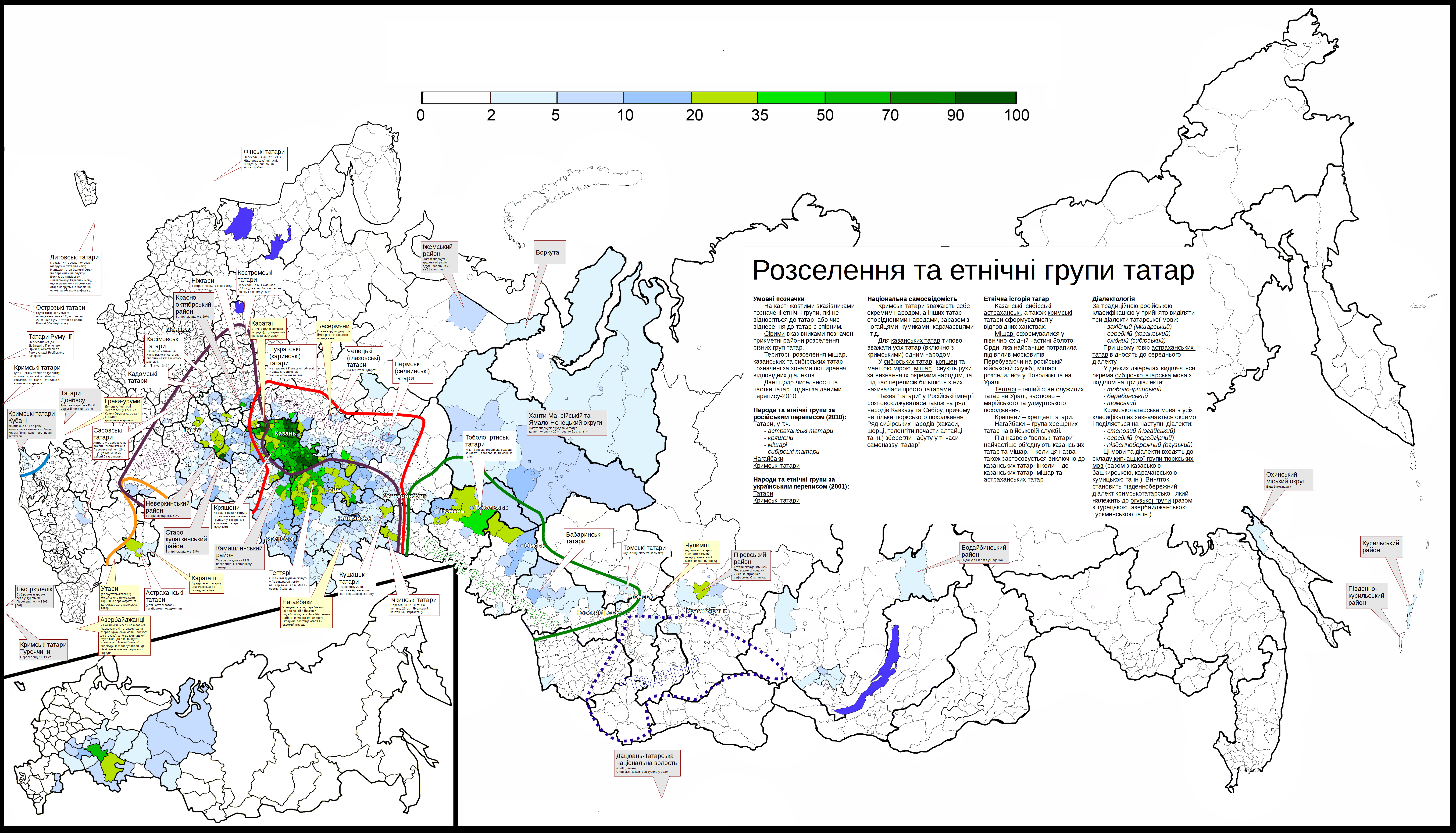
Барабинці на карті розселення татар в Росії

Як окремий народ, барабинці вказані в переписах населення 1897 і 1926 років. Згідно з переписом 1897 року чисельність барабинців становила 4433 людини, а у 1926 році збільшилась майже удвоє, сягнувши 7528 чоловік. За оцінкою етнографів, у 1971 році чисельність барабинців становила 8380 чоловік.
Загальна чисельність татар у Новосибірській області згідно з даними Всеросійського перепису населення 2005 року становить 27874. Під час перепису населення 2005 року національна приналежність записувалася зі слів опитуваних, національність дітей до 14 років визначалася батьками. У переписні листи записувалися усі назви, включаючи загальноприйняті, назви етнографічних груп, а також самоназви.
У 2012 році, за даними інституту філології СО РАН, в Новосибірській області жило близько 8000 барабинських татар.

## Мова
Барабинська мова займає проміжне положення між західною (в тому числі кипчацькою) та східної гілками тюркських мов.

## Етногенез
Етнічні компоненти у складі барабинців: 1) угорський (родинні хантам племена; до них безпосередньо походять тугуми: торна, Терена, пулмух.) — ліг в основу фізичного вигляду барабинців (уральск. раса); 2) тюркський — зумовив тюркський характер мови барабинців; 3) нарешті, деяку роль зіграли південносамодійські і частково кетські компоненти. Вперше барабинці згадуються в російських джерелах в 1628 р. Як етнос барабинці склалися у XVIII ст (описані Г. Міллером в 1734 р.).

## Релігія
Барабинці — мусульмани (суніти), іслам утвердився на Барабі на межі XVIII–XIX ст, але і в XX ст. збереглися багато елементів шаманізму (культ духів — господарів води, землі, ліси і тощо).

## Традиційні заняття
Мисливство та рибальство, лише у XVIII ст. у південних груп барабинців стало переважним заняттям скотарство, з к. XIX в. поширюється землеробство.

## Культура
Коли серед барабинців хтось помирає, то виходять дві жінки з житла, сідають перед дверима і весь час кричать, плачуть, голосять. Найближчі родичі покійного голосять, сидячи в будівлі. Небіжчиків прив'язують до дошки і хоронять у лісі. При похованні жінки розплітають свої коси і рвуть їх, але ніколи не обрізають, нігтями роздряпує собі обличчя до крові.[джерело?]
Дітей, які народжуються мертвими або вмирають невдовзі після народження, ховають інакше. У лісі зрубують верхівку дерева і труну з дитиною прив'язують до такого дереву. Причому він стоїть там до тих пір, поки сам не звалиться. Барабинців не закопують дітей землю тому, що «ці діти ще не ступали на землю і ще не гідні бути в неї заритими».[джерело?]
Барабинці дуже полюбляють курити тютюн. Для цього вони використовують дерев'яні трубки, як якути. Дим вони проковтують і випускають при відригування. Їздять на великих возах. Діти, так само як старі люди, ходять влітку голі до пояса, а взимку — у будинку.[джерело?]
Шлюби у барабинських татар полягають всередині району проживання і в межах їх взаємозв'язків. В даний час спостерігається тенденція зростання змішаних шлюбів, між барабинськими татарами і росіянами, пояснюється це міграційними процесами, активізацією і різноманіттям форм міжетнічної взаємодії, ослабленням стримуючих факторів, таких як наприклад, мовний бар'єр, релігійний фактор.